# Spinimuricea
Spinimuricea is een geslacht van neteldieren uit de klasse van de Anthozoa (bloemdieren).

## Soorten
- Spinimuricea atlantica (Johnson, 1862)
- Spinimuricea klavereni (Carpine & Grasshoff, 1975)